# کبودجیجاق‌های کوچک
کبودجیجاق‌های کوچک(نام علمی: Cyanolyca) نام یک سرده از تیره کلاغیان است.

## گونه‌ها
- جیجاق سیاه‌طوقی, Cyanolyca armillata
- جیجاق فیروزه‌ای, Cyanolyca turcosa
- جیجاق سفیدطوقی, Cyanolyca viridicyana
- جیجاق سرلاجوردی, Cyanolyca cucullata
- جیجاق زیبا, Cyanolyca pulchra
- جیجاق سیاه‌گلو, Cyanolyca pumilo
- جیجاق کوتوله, Cyanolyca nanus
- جیجاق سفیدگلو, Cyanolyca mirabilis
- جیجاق گردن‌نقره‌ای, Cyanolyca argentigula